# جون جي. مورر
جون جي. مورر هو سياسي أمريكي، ولد في 11 يوليو 1922 في كينوشا في الولايات المتحدة، وتوفي في 31 مارس 2019. نشط حزبياً في الحزب الديمقراطي. وقد انتخب أمين عام ‏ Wisconsin Department of Veterans Affairs ‏ (1985 – 1992) وانتخب عضو مجلس ولاية ويسكونسن ‏ (1975 – 1985).